# Gagaku
El gagaku (Gagaku (雅楽)), literalment "música elegant", és un tipus de música clàssica japonesa que s'interpreta en la cort imperial i que té tretze segles de desenvolupament ininterromput. En l'actualitat no només conserva el repertori tradicional sinó que a més és una important font per a la música contemporània. Té tres parts bàsiques: música religiosa xintoísta nativa i temes folklòrics, saibara; una forma coreana (més concretament cançons d'origen coreà i manxú), komagaku; i una forma xinesa (específicament de la dinastia Tang), togaku. Cap al segle VII s'introdueixen al Japó des de la Xina, el koto (cítara) i el Biwa (tipus de llaüt), que han estat utilitzats des de molt aviat en el gagaku.
El gagaku va ser inscrit el 2009 en la Llista representativa del Patrimoni Cultural Immaterial de la Humanitat de la UNESCO.

## Història
El terme (雅楽), apareix en el codi Taihō del 701, amb la constitució del Gagakuryō (雅楽寮) dins del recinte de la cort. Aquesta institució seria la primera acadèmia imperial amb més de quatre-cents membres, tenint com a fi fixar la música importada com a oficial.
Komagaku i togaku van ser introduïts al Japó durant el període Nara (710-794), assentant-se en les divisions bàsiques modernes durant el període Heian (794-1185). Les interpretacions de gagaku van ser desenvolupades per músics que pertanyien a gremis hereditaris, sent durant el període Kamakura (1185-1333), a causa del rigor militar impost, que les mostres d'aquesta música es realitzaven en les llars de l'aristocràcia, sent rarament interpretades en la cort. En aquest període existien tres gremis pertanyents a Osaka, Nara i Kyoto.
A causa de la Guerra Ōnin, guerra civil que es va estendre de 1467 a 1477, durant el període Muromachi, els grups de gagaku no van poder seguir desenvolupant la seva música a Kyoto aproximadament durant cent anys. En el període Edo, governat pel Shogunat Tokugawa, es va reorganitzar l'estil dels grups en la cort, sent l'origen de les mostres actuals.
Posteriorment a la restauració Meiji de 1868, músics dels tres gremis van arribar a Tòquio constituint els seus descendents la gran majoria dels integrants del Departament de Música del Palau Imperial en l'actualitat. Aleshores, l'estil del conjunt consistia en tres instruments de vent hichiriki, ryūteki, i sho (harmònica de bambú que proporcionava l'harmonia) i tres instruments de percussió: el kakko (tambor petit), shoko (percussió de metall), i taiko (tambor) o dadaiko (tambor gran), complementant al gakubiwa, que havia estat establert pel gakuso.
El ball clàssic anomenat bugaku sovint acompanya a les interpretacions de gagaku, sent aquesta música utilitzada per la religió Tenrikyo com a part de les seves cerimònies.
Els conjunts de gagaku contemporanis, com Reigakusha, desenvolupen composicions contemporànies per als instruments del gagaku. Compositors del segle XX com Tōru Takemitsu ha compost treballs per a conjunts de gagaku, així com per a instruments individuals fets servir en aquesta música.
El gagaku, com el shômyô, fa servir l'escala Yo, una escala pentatònica amb intervals ascendents de dos, tres, dos, i dos semitons entre els cinc tons de l'escala.

## Instruments utilitzats en el gagaku
- Hichiriki (篳篥), oboè.
- Ryūteki (龍笛), flauta travessera.
- Sho (笙), orgue de boca.
- Gakubiwa (楽琵琶), llaüt.
- Gakuso (koto, 箏), cítara d'origen xinès.
- Wgon (和琴), cítara d'origen japonès.

## Influència en la música occidental
Al començament del segle xx, diversos compositors clàssics occidentals es van interessar en el gagaku, de manera que moltes de les seves composicions es van basar en aquest art. Destaquen les obres de Henry Cowell (Ongaku, 1957), Alan Hovhaness (nombroses obres), Olivier Messiaen (sept haikai, 1962), Lou Harrison (Pacifika Rondo, 1963), i Benjamin Britten (Curlew River, 1964).
Un dels músics de gagaku més importants d'aquest període va ser Masataro Togi (que va servir durant molts anys com a principal músic de la cort), que va instruir a compositors americans com Alan Hovhaness i Richard Teitelbaum en l'execució d'instruments utilitzats en el gagaku.